# Overlaat van Veurne-Ambacht

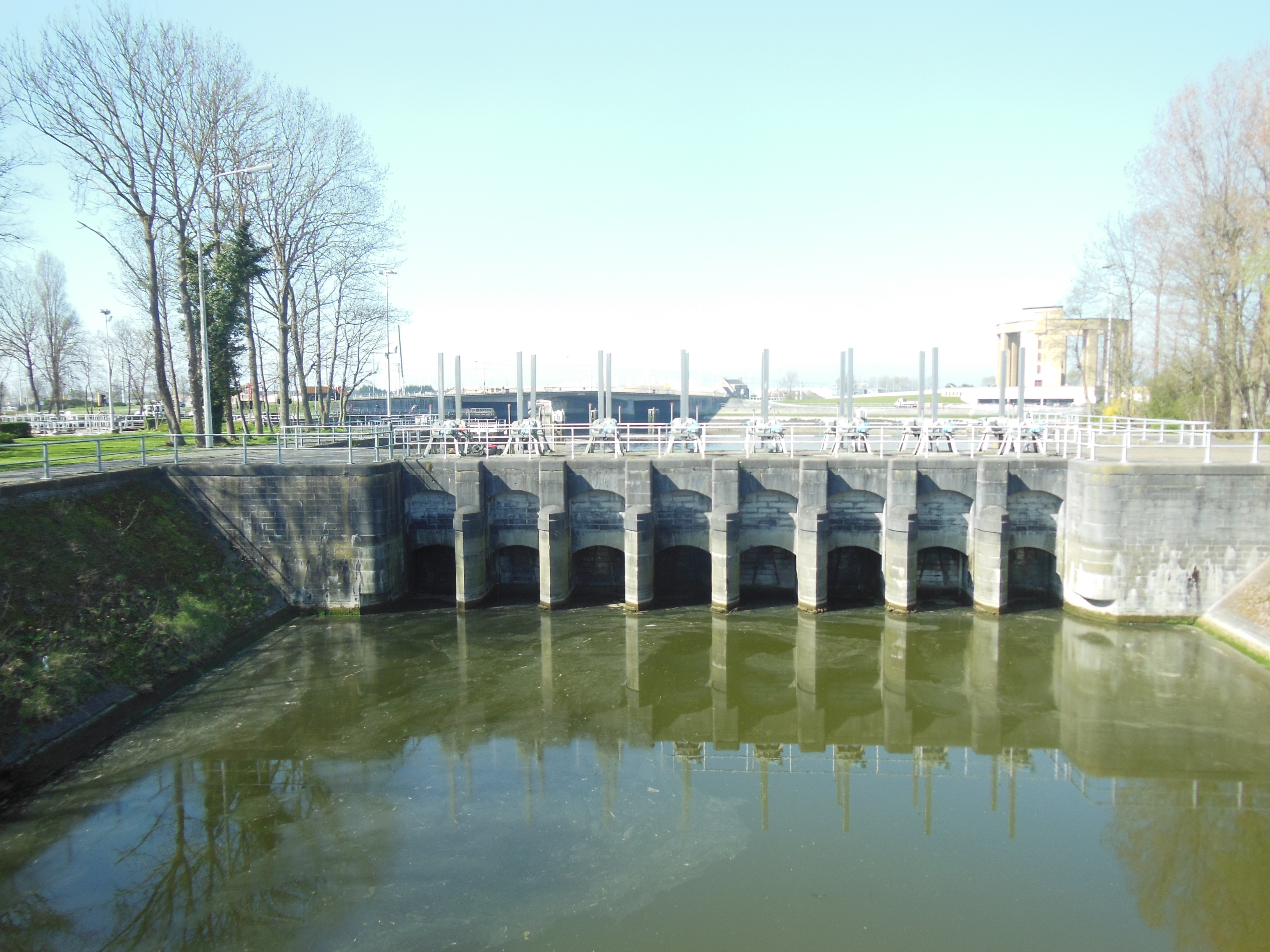
De Overlaat van Veurne-Ambacht, gezien vanaf de brug over de Noordvaart

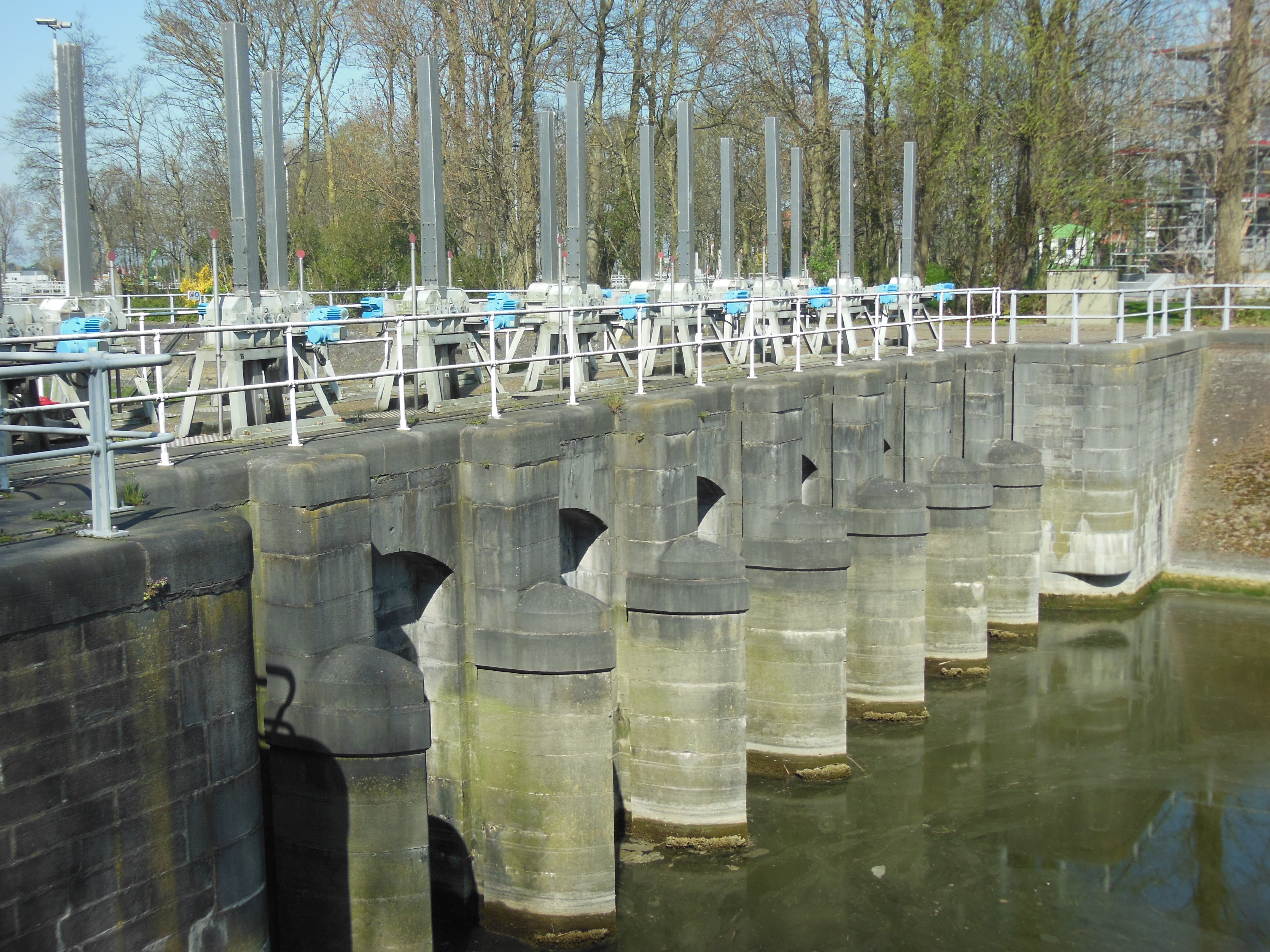
Acht doorstroomopeningen van de Overlaat van Veurne-Ambacht met zestien tandwielkasten om de twee schuiven per opening te bedienen; zowel aan de kant van de zwaaikom als aan de kant van de Noordvaart zijn in de penanten, de pijlers tussen twee doorstroomopeningen, sponningen voor schotbalken om zo nodig de doorstroomopening droog te leggen.

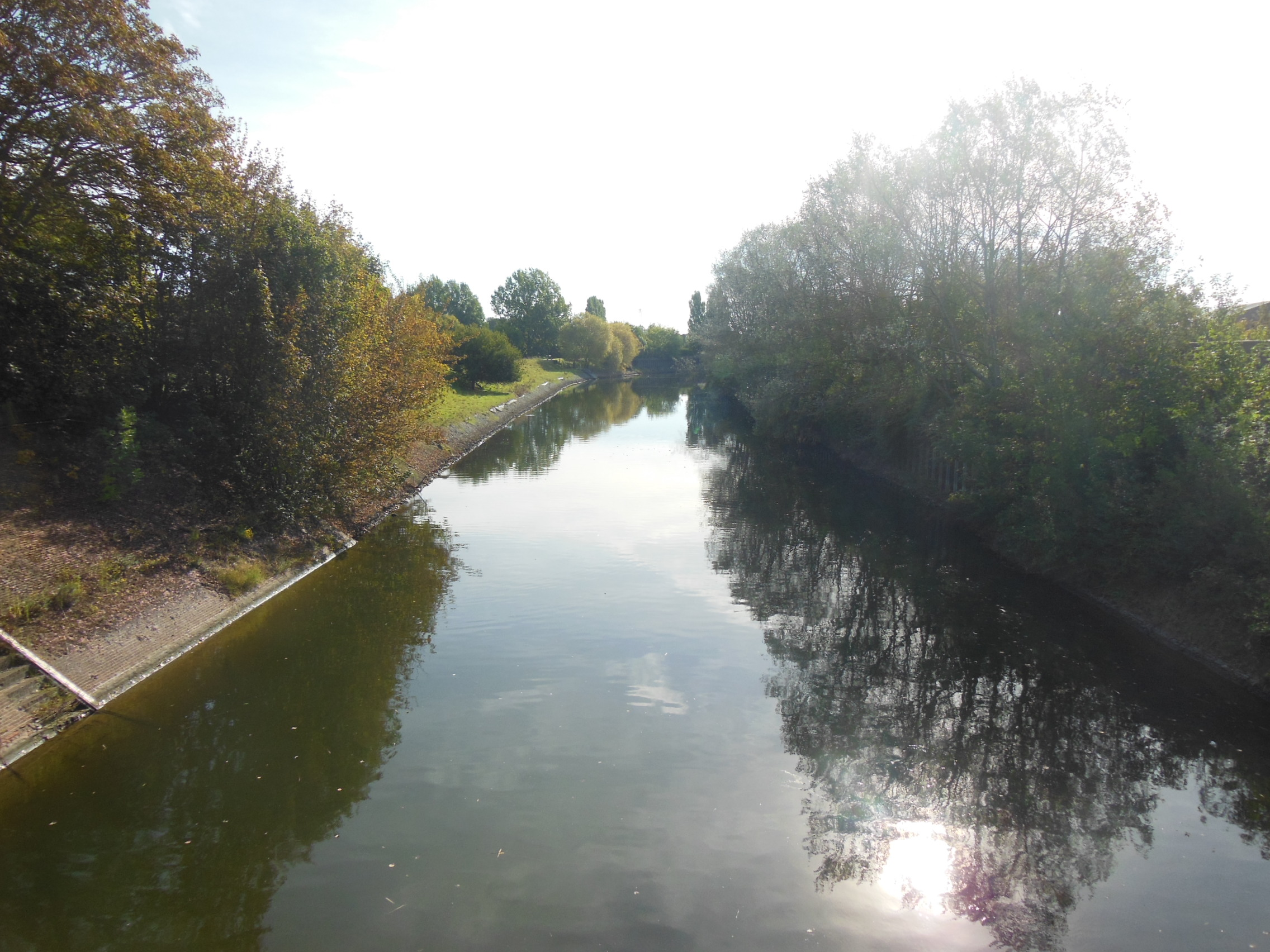
De Noordvaart, met verhoogde bermen dienend als spaarbekken, gezien vanaf de brug over de Noordvaart in de N380

De Overlaat van Veurne-Ambacht, is de uitwateringssluis van de Noordvaart. De Noordvaart verzamelt al het water van de polders tussen de IJzer, de Veurnevaart en de Bergenvaart. Ze wordt ook de Aflozingsvaart van Veurne-Ambacht genoemd. De sluis is het tweede kunstwerk op de Ganzepoot, komende van Nieuwpoort. Ze werd in 1875 als eerste kunstwerk van het moderniseringsprogramma in gebruik genomen. De sluis bestaat uit acht doorstroomopeningen, elk twee meter breed en drie en een halve meter hoog. Er is geen schutsluis vermits de Noordvaart niet gebruikt wordt voor scheepvaart. 

## Beschrijving en werking
Elke doorstroomopening kan afgesloten worden door twee schuiven die in beweging gebracht worden door een getande stang en tandwielkast. Bij laag tij worden de schuiven gelicht om te spuien. Bij hoog tij moeten de schuiven neergelaten worden om de zee te beletten de polder te overstromen. Aan beide kanten van de doorstroomopeningen zijn sponningen voorzien waarin schotbalken kunnen neergelaten worden om de openingen droog te leggen voor onderhoudswerken. 
Op acht honderd meter stroomopwaarts van de overlaat werd een pompstation gebouwd. De Noordvaart tussen dat gemaal en de uitwateringssluis dient, na aanpassingswerken, als wachtbekken. Op vijftig meter van de overlaat overspant een vaste brug in de N380 de Noordvaart.

## Tijdens deEerste Wereldoorlog
Er was geen aparte brug over de Noordvaart. Alle wegverkeer liep over het massief van de sluis. Links en rechts van de smalle kasseiweg stonden de tandwielkasten van de schuiven. De Overlaat van Veurne-Ambacht  werd dagelijks beschoten met lichte artillerie, brisant granaten en gifgasgranaten en onder vuur genomen met machinegeweren. De mogelijkheid, langs een smalle loopbrug onttrokken aan het zicht van de vijand, schotbalken neer te laten in de sponningen hielp de sapeurs  om de sluis in werking te houden. 
Nadat andere pogingen tot inunderen mislukt waren, werd de Overlaat van Veurne-Ambacht in de nacht van 29 op 30 oktober 1914 geopend om een deel van de vlakte van de IJzer onder water te zetten. Twee dagen na elkaar werden achtmaal twee schuiven viermaal per dag bediend: gelicht bij vloed en neergelaten bij afgaande tij. 
Gedurende de oorlog werd de Overlaat van Veurne-Ambacht gebruikt om de waterhuishouding van gans het gebied Nieuwpoort, Diksmuide, Lo, Veurne te controleren, water te steken om de inundatie op peil te houden, te spuien om te beletten dat de eigen posities onder water liepen.